# Конрад II (Каринтия)
Вижте пояснителната страница за други личности с името Конрад II.
Конрад II, наричан Конрад Млади (на немски: Konrad II, Konrad der Jüngere, * 1003, † 20 юли 1039) от фамилията на Салиите е от 1036 до 1039 г. херцог на Каринтия и маркграф на Верона.

## Биография
Той е най-възрастният син на херцог Конрад I († 1011) от Каринтия и на Матилда Швабска († 1032).
При смъртта на баща му през 1011 г. той е още непълнолетен и император Хайнрих II поставя Адалберо от Епенщайн (1012 – 1035) от род Епенщайни за херцог на Каринтия. Конрад става граф в Наегау, Шпайергау и Вормсгау. През 1024 г. той и неговият по-голям братовчед Конрад са кандидати в изборите за крал на Германия, като наследници на император Хайнрих II. Когато новият владетел Конрад II празнува Великден в Аугсбург, се стига до открит конфликт с братовчед му. Конрад Млади продължава въстанието си по времето на похода на Конрад II в Италия. Преди 9 септември 1027 г. император Конрад II приема вероятно във Вормс подчинението на Конрад Млади. След свалянето на Адалберо през 1036 г., Конрад Млади поема Херцогство Каринтия. След три години той умира и е погребан катедралата на Вормс.
Конрад не се жени.